# Trận Tam Phong Sơn
Trận Tam Phong Sơn (Tam Phong Sơn chi chiến) (1232) là trận đánh quyết định giữa nhà Kim và quân Mông Cổ vào năm 1232. Trận này quân Mông Cổ đã đánh tan 3 vạn quân Kim sau 3 ngày tại núi Tam Phong.
Khi Quân Mông Cổ từ huyện Hà Thanh vượt sông, tiến đến Trịnh châu. Mông chủ sai Tốc Bất Đài tiến quân vào Biện, Kim Ai Tông quyết định cử Hoàn Nhan Hợp Đạt, Y Lý Bố Cáp từ Đặng châu đưa quân cứu việc kinh thành, nhưng lại gặp Đà Lôi cùng 3000 quân kị đánh từ phía sau, lại có thêm mưa to tuyết lớn khiến cánh quân Đặng châu không thể tiến nhanh về kinh thành. Đến lúc tuyết tan, Hợp Đạt mới cho quân tiến nhanh hơn. Nhưng khi quân cứu viện vừa đến núi Tam Phong thì quân Mông Cổ từ đâu ùa tới chặn đánh, bao vây quân Kim suốt ba ngày, quân Kim đại bại. Các tướng Kim Dương Ốc Diễn, Phàn Trạch, Trương Huệ tử trận, Hoàn Nhan Hợp Đạt cùng tàn quân bỏ chạy về Quân châu. Mông chủ hạ lệnh đánh sang cả Quân châu và phá thành, giết chết Hoàn Nhan Hợp Đạt, Y Lý Bố Cáp cũng bị bắt giết trên đường bỏ trốn về Biện Kinh, nước Kim tướng giỏi đã mất gần hết, từ đó không còn có thể vực dậy được nữa.
Sau chiến thắng này, quân Mông Cổ đã áp sát kinh đô Biện Kinh của nhà Kim.